# A Rush of Blood to the Head Tour
Il A Rush of Blood to the Head Tour è stato un tour mondiale del gruppo pop-rock britannico dei Coldplay, intrapreso nel periodo 2002-2003 in supporto del loro secondo album in studio, A Rush of Blood to the Head.
Il tour ha attraversato buona parte dell'Europa (in ordine cronologico Scozia, Inghilterra, Belgio, Svezia, Danimarca, Paesi Bassi, Italia, Germania e Norvegia), poi gli Stati Uniti, nuovamente Europa (Francia e Inghilterra), Stati Uniti nuovamente e Canada, ancora Europa (Galles, Inghilterra, Irlanda del Nord, Irlanda, Spagna e altri Paesi già toccati), ancora Stati Uniti e Canada, nuove tappe in Europa (tra cui Svizzera e Portogallo), Nord America di nuovo, Europa (European Arena Tour), Australia, Nuova Zelanda, Giappone, Thailandia, Brasile e Messico.
Il DVD ufficiale Live 2003 è stato registrato presso l'Hordern Pavilion di Sydney il 22 e 22 luglio 2003.
Tra i gruppi e gli artisti che hanno fatto di supporto al tour vi sono stati Idlewild e Ash nel 2002, Feeder, The Music, Eisley e Ron Sexsmith nel 2003.

## Scaletta
1. Politik
2. God Put a Smile upon Your Face
3. A Rush of Blood to the Head
4. Daylight
5. Trouble
6. One I Love
7. Don't Panic
8. Shiver
9. See You Soon
10. Everything's Not Lost
11. Moses
12. Yellow
13. The Scientist

Encore 1
1. Clocks
2. In My Place
3. Amsterdam

Encore 2
1. Life Is for Living